# Vân Sơn (nghệ sĩ hài)
Dương Thanh Sơn (sinh ngày 5 tháng 10 năm 1961) thường được biết đến với nghệ danh Vân Sơn là một nghệ sĩ hài người Mỹ gốc Việt hoạt động ở hải ngoại. Ông là người sáng lập và là giám đốc của công ty giải trí được đặt theo tên của mình là Trung tâm Vân Sơn (Vân Sơn Entertainment). Ông là bạn diễn ăn ý với danh hài Bảo Liêm.

## Thân thế và sự nghiệp
Vân Sơn tên thật là Dương Thanh Sơn, sinh ngày 5 tháng 10 năm 1961 tại Sài Gòn, trong một gia đình rất có duyên với các bộ môn Nghệ thuật Sân khấu và Điện ảnh Việt Nam. Anh trai của ông là nghệ sĩ Nguyễn Dương, cùng chị dâu là nghệ sĩ Thu Tuyết, ngoài ra ông còn có cậu ruột là nghệ sĩ Nguyễn Chánh Tín, cùng 2 người em họ là diễn viên Johnny Trí Nguyễn và đạo diễn Charlie Nguyễn.
Năm 1977, ông bắt đầu làm nghệ thuật với nghệ danh Sơn Dương (ban đầu ông tính dùng nghệ danh Nguyễn Dương - ghép từ họ bố và họ mẹ, nhưng anh trai ông vào nghề trước và đã lấy nghệ danh này) ở đoàn Hương Miền Nam với ước mơ trở thành ca sĩ và diễn viên giống như người cậu ruột Nguyễn Chánh Tín, nhưng ông lại được vũ sư Lưu Hồng và Lưu Bình của đoàn đào tạo trở thành diễn viên múa với lời khuyên học múa sẽ giúp anh giải phóng hình thể. Nghệ danh Vân Sơn của ông cũng được chính vũ sư Lưu Hồng và Lưu Bình đặt cho. Một thời gian sau ông được đoàn quy hoạch để làm diễn viên tấu hài, một trong số các bạn diễn thời đó với ông là Bảo Liêm -  người cũng xuất thân là diễn viên múa trong đoàn.
Năm 1985, Vân Sơn ngừng cộng tác với đoàn Hương Miền Nam để trở thành nghệ sĩ hài tự do. Cùng thời điểm này, nhóm hài Duy Phương - Bảo Quốc tan rã, Vân Sơn được nghệ sĩ Bảo Quốc mời thay vai trò của Duy Phương.
Cuối năm 1988, ông vượt biên khỏi Việt Nam bằng đường biển. Sau 9 ngày lênh đênh trên biển cả, ông tị nạn ở Pulau Bidong, Malaysia, sau đó là Philippines, mãi đến tháng 4 năm 1990 mới đến được Hoa Kỳ.
Thời gian đầu trong làng văn nghệ hải ngoại, ông được biết với vai trò hoạt náo viên trong các chương trình tiệc cưới, hội họp, phòng trà ca nhạc vào dịp cuối tuần. Ông cùng với nghệ sĩ Quang Minh từng làm công việc lồng tiếng cho phim Hồng Kông. Năm 1990, ông kết hợp với Bảo Liêm, trở thành đôi danh hài ăn khách nhất trong cộng đồng người Việt tại tiểu bang California, Hoa Kỳ trong thập niên 90.
Năm 1994, ông thành lập Trung tâm Vân Sơn, vừa biểu diễn vừa đào tạo nhiều ca sĩ, danh hài nổi tiếng trong giới văn nghệ Việt Nam ở hải ngoại. Bảo Liêm có hợp tác với Trung tâm Vân Sơn ở cuốn đầu tiên với chủ đề Tiếng cười Cali và sau đó Bảo Liêm đã ngừng hợp tác với ông. Trong thời gian đó, họ đường ai nấy phát triển trên con đường nghệ thuật riêng của mình.
Năm 1996, ông hợp tác với danh hài Hoài Linh để thay thế Bảo Liêm. Ông cũng từng có phối hợp ăn ý với Hoài Linh, không kém gì với Bảo Liêm trước đó.
Năm 1999, sau khi Hoài Linh trở về Việt Nam, Bảo Liêm được mời trở lại hợp tác với Trung tâm Vân Sơn bắt đầu từ cuốn số 12. Cặp đôi Vân Sơn-Bảo Liêm đã cùng xuất hiện trong 30 cuốn do Trung tâm Vân Sơn sản xuất. Năm 2008, Bảo Liêm đã ngừng hợp tác lần nữa sau khi phát hành cuốn số 41.
Năm 2010, ông hợp tác với danh hài Bảo Chung.
Những năm gần đây Vân Sơn về nước hoạt động, tham gia các gameshow truyền hình.
Ông cũng từng diễn chung với các danh hài khác như Hoài Linh và Chí Tài, nhưng người bạn diễn ăn ý nhất với ông vẫn là Bảo Liêm. Họ đã tạo nên cặp đôi tấu hài đình đám tại hải ngoại, cũng không kém gì với cặp Hoài Linh-Chí Tài.

## Đời tư
Năm 1990, Vân Sơn lập gia đình với vợ tên Thụy Phan kém ông 6 tuổi. Khi Trung tâm Vân Sơn được thành lập, vợ ông đóng vai trò Giám đốc Sản xuất (Executive Producer).
Cả hai có với nhau hai người con trai là Charlie (sinh năm 1992) và Micheal (sinh năm 1999).

## Di sản
Trung tâm Vân Sơn do Vân Sơn thành lập được xem như là 1 trong 3 trung tâm văn nghệ lớn nhất của Việt Nam tại Hải ngoại bên cạnh Trung tâm Thúy Nga và Trung tâm Asia.
Ngoài việc tập trung vào thế mạnh là hài kịch, Vân Sơn còn tạo điều kiện cho các nghệ sĩ trẻ, nghệ sĩ mới và là bệ phóng cho những tên tuổi lớn đã và đang thành danh ở cả trong nước lẫn hải ngoại sau này như Charlie Nguyễn, Minh Trí, Hàm Trần, Dominic Pereira, Danny Đỗ, Hoài Linh, Tâm Đoan, Lương Tùng Quang, Cát Tiên, Linda Chou, Nguyễn Thắng, Hoàng Thục Linh, Hoài Tâm, Andy Quách...
Bên cạnh đó, "đặc sản" của Trung tâm Vân Sơn còn là những phóng sự để giới thiệu về các nơi mà đoàn đặt chân đến cũng như tìm hiểu về đời sống của các cộng đồng người Việt Nam (Little Saigon, Chicago, Australia, Bangkok, Tokyo, Đài Loan...) giúp người xem biết thêm về văn hóa bản địa và cuộc sống của người Việt ở thành phố, tiểu bang, đất nước đó. 
Riêng chương trình Vân Sơn 31 (in Philippines) năm 2005 - Vân Sơn đã không bán vé mà mời những người Việt Nam còn tị nạn đến xem, và góp phần không nhỏ giúp cho rất nhiều người tị nạn được định cư tại các quốc gia khác như Na Uy, Canada, Úc hay Hoa Kỳ.

## Các tiết mục biểu diễn trên sân khấu ngoài Trung tâm Vân Sơn

### Trung tâm Biển
| STT | Tiết mục                 | Thể hiện với | Chương trình          | Năm  |
| --- | ------------------------ | ------------ | --------------------- | ---- |
| 1   | Romeo và Juliet Tân Thời | Bảo Liêm     | 5 Vua Hề Cali Hội Ngộ | 1993 |

### Trung tâm Trường Thanh
| STT | Tiết mục | Thể hiện với | Chương trình   | Năm  |
| --- | -------- | ------------ | -------------- | ---- |
| 1   | Kịch vui | Bảo Liêm     | Trường Thanh 1 | 1993 |

### Trung tâm Mây
| STT | Tiết mục                    | Thể hiện với | Chương trình       | Năm  |
| --- | --------------------------- | ------------ | ------------------ | ---- |
| 1   | Tấu hài Liên khúc chiều mưa | Bảo Liêm     | Hollywood Night 7  | 1993 |
| 2   | Hài kịch                    | Hoài Linh    | Hollywood Night 14 | 1996 |

### Trung tâm Asia
| STT | Tiết mục | Thể hiện với | Chương trình | Năm  |
| --- | -------- | ------------ | ------------ | ---- |
| 1   | Tấu hài  | Bảo Liêm     | Asia 2       | 1993 |
| 2   | Tấu hài  | Bảo Liêm     | Asia 3       | 1993 |
| 3   | Tấu hài  | Bảo Liêm     | Asia 4       | 1994 |
| 4   | Tấu hài  | Bảo Liêm     | Asia 5       | 1994 |

### Trung tâm Ca Dao
| STT | Tiết mục  | Thể hiện với                     | Chương trình | Năm  |
| --- | --------- | -------------------------------- | ------------ | ---- |
| 1   | Đánh ghen | Hoài Linh, Hồng Đào, Minh Phượng | Con Yêu      | 1995 |

### Trung tâm Diễm Xưa
| STT | Tiết mục               | Thể hiện với | Chương trình                | Năm  |
| --- | ---------------------- | ------------ | --------------------------- | ---- |
| 1   | Mời Anh Về Thăm Quê Em | Giáng Ngọc   | 20 Năm Chiếc Áo Dài Viễn Xứ | 1995 |

### Trung tâm Thúy Nga
| STT | Tiết mục | Thể hiện với | Chương trình      | Năm  |
| --- | -------- | ------------ | ----------------- | ---- |
| 1   | Tấu hài  | Hoài Linh    | Paris By Night 35 | 1996 |

### Trung tâm Tình
| STT | Tiết mục       | Thể hiện với | Chương trình                     | Năm  |
| --- | -------------- | ------------ | -------------------------------- | ---- |
| 1   | Chiều Đồng Quê | Yến Mai      | Quê Hương Tình Yêu Và Tuổi Trẻ 1 | 1997 |
| 2   | Kém Trí Nhớ    | Hoài Linh    | Quê Hương Tình Yêu Và Tuổi Trẻ 1 | 1997 |